# Smeđi štakor
Smeđi štakor, sivi štakor, kanalski štakor ili štakor selac (Rattus norvegicus) je jedna od najpoznatijih vrsta štakora. Tijela dužine do 25 cm, sivi ili smeđi štakor je jedan od najvećih predstavnika mišolikih glodavaca. Mužjak prosječno teži 350 g, a ženka 250 g. Ovaj se glodavac podrijetlom iz sjeverne Kine rasprostranio na sve kontinente izuzev Antarktike što ga čini najuspješnijim sisavcem na Zemlji nakon čovjeka.

## Naziv
Iako se ne može sa sigurnošću reći odakle dvojno ime Rattus norvegicus (norveški štakor), jer vrsta ne potječe iz Norveške, smatra se da je za pogrešku zaslužan engleski prirodoslovac John Berkenhout. On je u svom djelu "Crtice prirodoslovlja u Velikoj Britaniji" upotrijebio taj naziv vjerujući da je vrsta migrirala u Englesku preko norveških brodova 1728. U to doba u Norveškoj nije zabilježen niti jedan štakor.
Tijekom 20. stoljeća se zadržala teza da smeđi štakor potječe iz središnje Azije i Kine.

## Fizička obilježja
Dlaka smeđeg štakora je gruba, a krzno obično smeđe ili tamno-sivo, dok je na strani trbuha svijetlo-sivo ili svijetlo-smeđe. Maksimalne je dužine 25 cm, s repom iste duljine. Masa odrasle jedinke varira od prosječnih 350 g za mužjake do oko 250 g za ženke, no vrlo velika jedinka može doseći i do 500 g. Svjedočenja o štakorima mase veće od 1 kg su vjerojatno posljedica neznanja i zamjene s drugim većim glodavcima.
Smeđi štakori imaju precizan sluh, osjetljiv na ultrazvuk, i posjeduju visoko razvijen osjet njuha. Frekvencija srčanog ritma im je obično između 300 i 400 otkucaja u minuti, a frekvencija disanja oko 100 udisaja u minuti. Vid pigmentiranog štakora je izrazito slab, kao u čovjeka s oko -5 dioptrija, dok albino jedinke (koje nemaju melanina u očima) zbog većeg rasapa svjetla imaju dvostruko slabiji vid. Smeđi štakori su diskromati slijepi na crvenu i zelenu boju, pa im je zasićnost slike isto slaba. No zahvaljujući specijalnim perceptorima na plavu boju imaju sposobnost gledanja dijela valnih duljina u ultraljubičastom spektru.

## Način života
Smeđi štakor je obično aktivan noću. Dobar je plivač (na površini vode i ispod nje), ali za razliku od crnog štakora slab penjač. Dobri su kopači i često grade složene sustave jazbina. Istraživanje iz 2007. je otkrilo da smeđi štakori imaju metakogniciju, svijest o vlastitim procesima mišljenja, koja se dosada smatrala svojstvenom samo čovjeku i nekim primatima.

### Komunikacija
Smeđi štakori imaju sposobnost glasanja pomoću ultrazvuka. Mladi koriste različite vrste ultrazvučnih doziva kako bi usmjerili materinske instinkte, ali i regulirali majčine kretnje u gnijezdu. Štakor star 7 dana se glasa ultrazvukom u blizini svakog drugog štakora, no već s 14 dana smanji glasanje ako osjeti prisutnost odraslog mužjaka. Odrasli štakori također emitiraju ultrazvuk kao obrambeni odgovor, ali na druge opasnosti poput grabežljivca. Ženke se glasaju i tijekom parenja. Frekvencija i dužina tih glasanja ovisi o spolu i reproduktivnom statusu životinje.
Kad se međusobno zaigraju, tijekom škakljanja, prije parenja ili prije nego prime opijum (u laboratorijskim uvjetima), štakori emitiraju kratke ultrazvučne zvukove. Takvo glasanje, poznato i kao cijuk, se dovodi u vezu sa smijehom kao izrazom pozitivnih emocija ali i nagradom u kondicioniranju. Međutim, starenjem težnja štakora da se smije sve više opada. Valja napomenuti da je i cijuk previsokih frekvencija da bi ga zamijetili bez posebne opreme.

### Prehrana
Smeđi štakor je pravi svejed i nije suviše izbirljiv po pitanju hrane, iako žitarice zauzimaju značajan udio u njegovoj prehrani. Način potrage za hranom je specifičan za svaku populaciju štakora, te ovisi o okolini i izvoru hrane. Poznati primjeri su populacija u blizini mrijestilišta u Zapadnoj Virginiji koja lovi isključivo ribu, kolonije uz rijeku Po koje rone i jedu mekušce, te štakori na otoku Norderoog koji hvataju vrapce i patke. Takva praksa demonstrira stupanj društvenog učenja vrste.

### Razmnožavanje i životni ciklus
Smeđi štakor se u odgovarajućim uvjetima može pariti bez obzira na doba godine, a ženka je sposobna na do 5 legla godišnje. Trudnoća s do 14 mladih (uobičajeno 7) traje samo 21 dan. Za vrijeme dojenja, ženka pokazuje majčinsko ponašanje u 24-satnom ciklusu, tijekom kojega će više vremena posvetiti manjim nego većim pomlatcima. 
Maksimalni vijek života je 3 godine, iako ga rijetke jedinke dostignu. Procijenjena godišnja smrtnost od čak 95% uzrokovana je grabežljivcima i konfliktima s drugim vrstama. Smeđi štakor obitava kao dio veće hijerarhijski ustrojene skupine, u jazbini ili drugom podzemnom sustavu poput kanalizacije ili podruma. Tijekom nestašice hrane, štakori na nižem društvenom stupnju prvi umiru. Ako je uništen veći dio populacije, preostali štakori privremeno povećavaju frekvenciju parenja i tako brzo obnavljaju svoju staru brojnost.

### Društveno ponašanje
Uobičajeno je da se štakori međusobno dotjeruju i spavaju zajedno. Kao i kod pasa, štakori stvaraju društvenu hijerarhiju, a svaki štakor ima svoje mjesto u čoporu. Za štakore se kaže da uspostavljaju poredak hijerarhije i tako će jedan štakor biti dominantan nad drugim. Skupine štakora sklone su "igranju borbe", što može uključivati bilo koju kombinaciju skakanja, jurnjave, prevrtanja i boksanja. Borba u igri uključuje štakore koji se međusobno hvataju za vrat, dok ozbiljna borba uključuje udarce u stražnjicu drugih.